# THE 50 HIDEKI SAIJO song of memories
『THE 50 HIDEKI SAIJO song of memories』は、西城秀樹の映像作品。2020年5月16日にソニー・ミュージックダイレクトよりリリースされた。発売元はTBS（7DVD:DQBX-1241～7）。

## 収録内容
カッコ内は放送日。

### Disc-1 in8時だョ!全員集合I
1. 青春に賭けよう（1973年3月24日）
2. 情熱の嵐（1973年6月9日）
3. ちぎれた愛（1973年11月3日）
4. 愛の十字架（1973年12月22日）
5. 薔薇の鎖（1974年4月6日）
6. 激しい恋（1974年6月1日）
7. 傷だらけのローラ（1974年8月31日）
8. 傷だらけのローラ（1974年11月9日）
9. 涙と友情（1974年12月21日）
10. この愛のときめき（1975年3月8日）
11. 恋の暴走（1975年5月31日）
12. 恋の暴走（1975年6月21日）
13. 白い教会（1975年11月22日）
14. 君よ抱かれて熱くなれ（1976年2月28日）
15. ジャガー（1976年6月19日）
16. 若き獅子たち（1976年8月28日）
17. ラストシーン（1977年1月1日）
18. ブーメラン ストリート（1977年5月14日）
19. セクシーロックンローラー（1977年6月18日）
20. ボタンを外せ（1977年10月29日）
21. ブーツをぬいで朝食を（1977年12月24日）
22. あなたと愛のために（1978年3月4日）
23. 炎（1978年7月29日）
24. ブルースカイ ブルー（1978年10月7日）

### Disc-2 in 8時だョ!全員集合II
1. 遙かなる恋人へ（1978年12月23日）
2. YOUNG MAN(Y.M.C.A.)（1979年2月17日）
3. ホップ・ステップ・ジャンプ（1979年5月19日）
4. 勇気があれば（1979年9月22日）
5. 悲しき友情（1980年2月23日）
6. 愛の園(AI NO SONO)（1980年3月22日）
7. 俺たちの時代（1980年6月7日）
8. サンタマリアの祈り（1980年9月13日）
9. 眠れぬ夜（1981年1月3日）
10. リトル ガール（1981年3月28日）
11. セクシー・ガール（1981年6月27日）
12. センチメンタル・ガール（1981年11月7日）
13. 南十字星（1982年3月20日）
14. 漂流者たち（1982年12月4日）
15. ギャランドゥ（1983年3月5日）
16. ギャランドゥ（1983年4月9日）
17. ナイトゲーム（Night Games）（1983年5月21日）
18. ナイトゲーム（Night Games）（1983年7月2日）
19. 哀しみのStill（1983年9月10日）
20. 哀しみのStill（1983年12月24日）
21. 背中からI Love You（1984年6月16日）
22. 抱きしめてジルバ -Careless Whisper-（1985年1月12日）

### Disc-3 inザ・ベストテンI
1. ブーツをぬいで朝食を（1978年2月9日）
2. ブーツをぬいで朝食を（1978年3月9日）
3. あなたと愛のために（1978年4月20日）
4. あなたと愛のために（1978年4月27日）
5. 炎（1978年6月29日）
6. 炎（1978年7月13日）
7. ブルースカイ ブルー（1978年10月5日）
8. ブルースカイ ブルー（1978年10月26日）
9. ブルースカイ ブルー（1978年11月30日）
10. 遙かなる恋人へ（1978年12月14日）
11. 遙かなる恋人へ（1978年12月28日）
12. YOUNG MAN(Y.M.C.A.)（1979年3月29日）
13. YOUNG MAN(Y.M.C.A.)（1979年4月5日）
14. YOUNG MAN(Y.M.C.A.)（1979年4月12日）
15. ホップ・ステップ・ジャンプ（1979年6月14日）
16. ホップ・ステップ・ジャンプ（1979年8月2日）
17. 勇気があれば（1979年10月4日）
18. 勇気があれば（1979年10月18日）
19. 悲しき友情（1980年2月7日）
20. 悲しき友情（1980年2月28日）
21. 愛の園(AI NO SONO)（1980年4月10日）
22. 愛の園(AI NO SONO)（1980年4月24日）
23. ブーツをぬいで朝食を(2000年12月30日）

### Disc-4 in ザ・ベストテン　II
1. 俺たちの時代（1980年7月24日）
2. 俺たちの時代（1980年7月31日）
3. エンドレス・サマー（1980年8月21日）
4. エンドレス・サマー（1980年8月28日）
5. サンタマリアの祈り（1980年11月6日）
6. サンタマリアの祈り（1980年11月20日）
7. 眠れぬ夜（1981年1月22日）
8. 眠れぬ夜（1981年2月12日）
9. リトル ガール（1981年4月16日）
10. リトル ガール（1981年4月30日）
11. セクシー・ガール（1981年7月30日）
12. セクシー・ガール（1981年8月6日）
13. ジプシー（1982年2月11日）
14. 南十字星（1982年4月22日）
15. 南十字星（1982年5月6日）
16. 聖・少女（1982年7月15日）
17. 聖・少女（1982年7月29日）
18. ギャランドゥ（1983年3月3日）
19. ギャランドゥ（1983年3月10日）
20. 抱きしめてジルバ -Careless Whisper-（1984年12月27日）
21. 抱きしめてジルバ -Careless Whisper-（1985年1月17日）
22. 腕の中へ -In Search of Love-（1985年12月26日）

### Disc-5 inセブンスターショー
1976年2月29日放送
1. オープニング/東京キッド
2. 情熱の嵐
3. ちぎれた愛
4. That’s The Way
5. 瞳の面影
6. 愛の十字架
7. 傷だらけのローラ
8. 舞台袖楽屋風
9. 追伸
10. 心の旅
11. おやすみ
12. エデンの東
13. 理由なき反抗
14. ジャイアンツ
15. 東京キッド
16. かもめ
17. インディアン
18. この愛のときめき
19. 青春に賭けよう
20. 激しい恋
21. 君よ抱かれて熱くなれ
22. お嫁においで
23. エンディング/情熱の嵐

### Disc-6 SPECIAL TV SHOW
1. 激しい恋（1974年5月25日）’74東京音楽祭国内大会～決定！「輝くゴールデンカナリー賞」
2. 恋の暴走（1975年6月29日）第4回東京音楽祭国内大会「輝くゴールデンカナリー賞」
3. ジャガー（1976年6月20日）第5回東京音楽祭国内大会「輝くゴールデンカナリー賞」
4. ジャガー（1976年6月27日） 第5回東京音楽祭世界大会
5. 炎（1978年5月28日）第7回東京音楽祭国内大会「輝くゴールデンカナリー賞」
6. 炎（1978年6月18日）第7回東京音楽祭世界大会
7. ホップ・ステップ・ジャンプ（1979年5月20日）第8回東京音楽祭国内大会「輝くゴールデンカナリー賞」
8. Do You Know（1984年4月1日）第13回東京音楽祭世界大会
9. 至上の愛（1975年9月9日）歌のグランプリ
10. 若き獅子たち（1976年12月9日）トップスターショー「歌ある限り」
11. ラストシーン（1977年2月3日）トップスターショー「歌ある限り」
12. Feelings愛のフィーリング （1976年7月18日）サウンド・インＳ
13. 炎（1978年7月30日）サウンド・インＳ
14. THIS ONE’S FOR YOU（1978年7月30日）サウンド・インS
15. COPACABANA（1978年7月30日）サウンド・インＳ
16. DON’T STOP ME NOW（1979年5月6日）サウンド・インＳ
17. サンタマリアの祈り（1981年1月3日）第3回新春オールスター水上大運動会
18. リトル ガール（1981年3月17日）ぴったしカン・カン
19. 聖・少女（1983年1月1日）オールスターお年玉争奪大合戦
20. ギャランドゥ（1983年8月29日）TVジョーカーズ笑
21. Rain of Dream夢の罪（1986年8月29日）だぅもありがと!
22. Blue Sky（1988年3月4日）だぅもありがと！
23. ヒットソングメドレー（1994年12月28日）あなたも歌わずにはいられない

### Disc-7 in日本レコード大賞
1. ちぎれた愛（1973年12月31日）
2. 傷だらけのローラ（1974年12月31日）
3. この愛のときめき（1975年12月31日）
4. 若き獅子たち（1976年11月19日）
5. 若き獅子たち（1976年12月31日）
6. ボタンを外せ（1977年12月31日）
7. ブルースカイ ブルー（1978年12月31日）
8. 勇気があれば（1979年12月31日）
9. サンタマリアの祈り（1980年11月26日）
10. サンタマリアの祈り年12月31日）
11. センチメンタル・ガール（1981年11月25日）
12. センチメンタル・ガール年12月31日）
13. 聖・少女（1982年11月24日）
14. ギャランドゥ（1983年11月23日）
15. ギャランドゥ（1983年12月31日）
16. 秀樹金賞メドレー「ちぎれた愛」「激しい恋」「傷だらけのローラ」「情熱の嵐」「YOUNG MAN (Y.M.C.A.)」（1991年11月20日）

## エピソード
西城のマネージャーの片方秀幸は、外国の曲は通常では許諾が下りないが、3年間かけて交渉した結果、このDVD-BOXに収録することができた、とコメントしている。